# 第33回NHK紅白歌合戦
『第33回NHK紅白歌合戦』（だいさんじゅうさんかいエヌエイチケイこうはくうたがっせん）は、1982年（昭和57年）12月31日にNHKホールで行われた、通算33回目のNHK紅白歌合戦。21時から23時45分にNHKで生放送された。

## 概要
- 通常、出場歌手発表後に決める曲目選定を出場歌手選考中のこの年9月21日から行った。各レコード会社に「今年紅白に出場させたい人たちのリストを作り、歌唱希望曲を3つ書いて提出を求めるという試みを行った。歌唱希望曲については、自身の過去のヒット曲でも他人の持ち歌でも構わない」とのものであった。ヒット曲不足の1年を振り返り、曲目によっては出演危機の歌手にもチャンスが与えられるような印象が業界に広まり、また出場させたいリストをレコード会社が提出した時点で出演意思の判断ができるということにもなった[1]。
- 「名曲紅白」と題してこの年のヒット曲でない曲や他人の持ち歌が多く歌われた。
- 両組司会は3年連続で黒柳徹子・山川静夫（9年連続）が担当。黒柳・山川の続投はマスコミの下馬評通りとなった[2]。
- 長年入場行進曲として使われてきた「スタイン・ソング」が今回より廃止され、今回以降の紅白の入場行進では、毎年違ったインストルメンタルによる入場曲が使用されることとなった。また今回の入場行進も、前回同様、紅組は赤いブレザーと白いスカートまたはズボン（ドレス着用は一人も無し）、白組は白いブレザーと黒いズボンで統一して入場した。
- 今回より「選手宣誓」開始前に、バンドによるファンファーレが鳴る様になった。
- 今回より全ての歌唱曲の歌詞テロップがテレビ画面上に登場する様になった。
- 前回に引き続き曲順発表前に両組共にトリ候補を事前に公表する試みを行った。紅組は八代亜紀、島倉千代子、都はるみ、白組は五木ひろし、村田英雄、森進一との布陣で発表される。「名曲紅白」とのテーマに沿って「影を慕いて」を歌唱する森の白組トリおよび大トリ起用が先に決定し、その相手として島倉と都が考慮されたが、「影を慕いて」というマイナー演歌に対抗するにはマイナー曲でとの声が高まり、「涙の連絡船」を歌唱する都の選出が決まった[3]。
- この年11月の時点では、『女性セブン』（1982年11月25日号、44頁）が両組トリについて、当時交際中だった松田聖子と郷ひろみが務めるのでは?との予想記事を掲載していた。その他、岩崎宏美が紅組トリを務めるとの記事もあった。
- 聖子の曲目について、「赤いスイートピー」と予想されていた。同曲は33年後の第66回で紅白初披露された。
- この年デビュー曲「セーラー服と機関銃」が大ヒットした薬師丸ひろ子は、当時大学受験のため休業中だったこともあり、出演を辞退。薬師丸の代わりに桜田淳子が同曲を歌唱した[4][注釈 1]。
- 島倉千代子と共に最多出場記録（連続26回、今回時点）を誇っていたフランク永井は、翌年の第34回に落選。その後、1985年（昭和60年）に自殺未遂事件を起こしてからは歌手復帰が出来ぬまま2008年（平成20年）に逝去、今回が生涯最後の出場となった。他に13回連続出場の内山田洋とクール・ファイブや、9回連続出場の桜田淳子といったベテランも、今回限りで出場記録が途切れている。
  - 桜田は、今回で正式な紅白出場は最後となったが、第36回（1985年）にゲスト出演している（同年上期の連続テレビ小説『澪つくし』の寸劇コーナーにて）。
  - 内山田洋とクール・ファイブから脱退したボーカルの前川清は、第42回（1991年（平成3年））にソロ歌手として紅白復帰。それから15年後の第57回に（2006年（平成18年））はリーダーの内山田洋が逝去したため、追悼の意味を込めて紅白では24年ぶりのクール・ファイブ再結成となる。その後も第58回（2007年（平成19年））、第59回（2008年）と3年連続で、紅白ソロ出場の前川清をサポートする形式でクール・ファイブのメンバーも特別出演した（再結成後、クール・ファイブのメンバーは正式な出場回数に含まれていない）。
- サザンオールスターズは当年「チャコの海岸物語」のブレイクで、第30回（1979年）以来3年振り2度目の出場返り咲きを果たす。同ボーカルの桑田佳祐は歌唱中に三波春夫（サザンオールスターズの1つ前の位置で歌唱）の格好で「受信料は払いましょう!」「裏番組はビデオで見ましょう!」などの発言をし、視聴者から批判を受ける。桑田はNHKに詫び状を書かされ、「詫び状なんか書くくらいなら2度と出ない!」と発言したが、翌年の紅白には出場を果たしている。桑田は後にこのパフォーマンスについて特別な意味・意図はない事と「ノッてただけ」「浮かれてた」「演ったあの場では楽しかった」と著書「ブルー・ノート・スケール」(1987年)で述べている[5]。ちなみに、三波は1998年のサザンのライブ『スーパーライブ in 渚園 モロ出し祭り 〜過剰サービスに鰻はネットリ父ウットリ〜』のチケットの発売を伝える新聞広告[注釈 2]でコメントを寄稿しており、当時の紅白に関するエピソードが語られ、得点集計コーナーで三波と桑田が並んだ際に客席から大爆笑が起こった事と、「（共演した際の印象として）彼の笑顔には真摯な緊張があったような……」「（前日に桑田の殺陣の動きが気になりアドバイスした際の印象として）素直にうなずく表情がとてもかわいい人でした」と桑田の印象と人柄を語り、「（デビューから数えて）20年の歳月は、人間の心を知る見事な歌手を育てました」「更なる精進と活躍を祈ります」と称賛している[6]。
- サザンオールスターズの後は研ナオコの「夏をあきらめて」（桑田が作詞・作曲し、この年大ヒットした）。その際、桑田から研にマイクが手渡され、黒柳が曲紹介の際に「桑田さん、この曲をありがとう」という研の謝辞を紹介していた。
- 青江三奈は第19回（1968年）以来14年振りに「伊勢佐木町ブルース」を披露。前回ではNHKの意向により、イントロと間奏の「溜息」をカズーという笛の音色に差し替えたが、今回は「溜息」も披露出来る様になった。そのため黒柳の曲紹介では「『溜息』紅白初出場」と紹介された。
- 島倉千代子は紅白でこれまで歌唱歴のなかったデビュー曲「この世の花」を披露した[注釈 3]。
- 岩崎宏美は日本テレビ『火曜サスペンス劇場』の主題歌になっていた「聖母たちのララバイ」を歌唱。岩崎がNHK番組で同曲を歌唱するのは初めてだった（曲紹介時に黒柳がこの点に言及している）。
- 選手宣誓は通常は両軍1名ずつ、まれに1名だけだが、今回は紅組から松田聖子と河合奈保子、白組から田原俊彦と近藤真彦と、初めて両軍2名ずつで行った。
- シブがき隊が白組トップバッターを担当。グループのトップバッター起用は史上初となった。
- 優勝は紅組。
- 今回の「蛍の光」はシンプルに歌われた後、ディスコ風にアレンジされたものが演奏された。出場歌手やスタッフが歌いながら踊った。
- 視聴率は69.9%となり、70%割れとなった。この影響により山川は今回を以って白組司会を退いた（第34回では先輩の鈴木健二にその座を譲った。その後山川は第42回、第43回（1992年）に総合司会として司会復帰している。この間、第40回（1989年）でゲスト出演している）。一方、黒柳は翌年も紅組司会を続投した（黒柳についても当初は交代の方向だった）。なお、翌年は視聴率70%台復活を果たした。
- 山川の9年連続白組司会担当は、先輩の高橋圭三に並び連続白組司会の最長記録となっている。
- 2年連続で総合司会を務めた生方惠一は今回で一旦総合司会担当を退いた（翌年の総合司会は生方の早稲田大学の後輩であるタモリに交代。生方は得点集計進行を担当）が、2年後の第35回（1984年）で総合司会に復帰した。
- ビートルズが、この年20周年ということで、紅白若手メンバーによるダンス付きで、ビートルズのヒットメドレー（ただし、全曲独自の日本語詞）が特別コーナーを設け唄われる。参加メンバーは郷ひろみ、西城秀樹、桜田淳子、岩崎宏美、高田みづえ、榊原郁恵、松田聖子、田原俊彦、近藤真彦、河合奈保子、シブがき隊、三原順子（現：三原じゅん子）。
- 後年、『思い出の紅白歌合戦』（BS2）で再放送された。
- 今回、初めて高精細度テレビジョン放送（ハイビジョン）による実験収録を行った。これ以降第39回（1988年）まで幾度かのハイビジョン実験収録を経て、第40回（1989年）で番組の一部（第2部）、第41回（1990年）からは全編が衛星放送を通じてハイビジョンでの生中継が実施される事となる。

## 司会者
- 紅組司会：黒柳徹子（『音楽の広場』司会）
- 白組司会：山川静夫アナウンサー
- 総合司会：生方惠一アナウンサー
- ラジオ実況：金子辰雄アナウンサー

## 演奏
- 紅組：ダン池田とニューブリード・東京放送管弦楽団（指揮 ダン池田）、ギター・アントニオ古賀
- 白組：小野満とスイングビーバーズ・東京放送管弦楽団（指揮 小野満）、ギター・木村好夫
- ゲスト 
  - EXOTICS - 沢田研二のバックバンド

## 審査員
- 生沼スミエ（全日本女子バレーボールチーム監督）
- 玉の海梅吉（元NHK大相撲解説者）：この年の大相撲・九州場所で解説者を勇退。
- 森英恵（ファッションデザイナー）
- 山藤章二（イラストレーター）
- 池上季実子（女優）：翌年の大河ドラマ『徳川家康』の瀬名役。
- 広岡達朗（西武ライオンズ監督）：監督としてライオンズを日本一に導く。
- 村松友視（作家）：この年『時代屋の女房』で第87回直木賞受賞。
- 真野響子（女優）：この年の水曜時代劇『御宿かわせみ』の主人公・庄司るい役。
- 滝田栄（俳優）：『徳川家康』の主人公・徳川家康役。
- 橋田壽賀子（脚本家）：翌年の連続テレビ小説『おしん』の作者。
- 前橋汀子（ヴァイオリニスト）
- 市川猿之助[注釈 4]（歌舞伎俳優）
- 香川宏・NHK番組制作局長
- ほか地方審査員のみなさん16名[注釈 5]と会場審査員（NHKホールの観客全員）

## 大会委員長
- 川口幹夫･NHK放送総局長

## 出場歌手
紅組、      白組、      企画、      初出場、      返り咲き。
| 曲順 | 組   | 歌手名                        | 回 | 曲目                   |
| ---- | ---- | ----------------------------- | -- | ---------------------- |
| 1    | 紅   | 三原順子                      | 初 | ホンキでLove me Good!! |
| 2    | 白   | シブがき隊                    | 初 | 100%…SOかもね!         |
| 企画 | 企画 |                               |    | 演奏バンド紹介         |
| 3    | 紅   | 河合奈保子                    | 2  | 夏のヒロイン           |
| 4    | 白   | 田原俊彦                      | 3  | 誘惑スレスレ           |
| 5    | 紅   | あみん                        | 初 | 待つわ                 |
| 6    | 白   | 近藤真彦                      | 2  | ホレたぜ!乾杯          |
| 7    | 紅   | 高田みづえ                    | 5  | ガラスの花             |
| 8    | 白   | 西城秀樹                      | 9  | 聖・少女               |
| 9    | 紅   | 松田聖子                      | 3  | 野ばらのエチュード     |
| 10   | 白   | 郷ひろみ                      | 10 | 哀愁のカサブランカ     |
| 11   | 紅   | 水前寺清子                    | 18 | 大勝負                 |
| 12   | 白   | 三波春夫                      | 25 | チャンチキおけさ       |
| 企画 | 企画 |                               |    | ザ・ビートルズメドレー |
| 13   | 紅   | Sugar                         | 初 | ウエディング・ベル     |
| 14   | 白   | サザンオールスターズ          | 2  | チャコの海岸物語       |
| 15   | 紅   | 研ナオコ                      | 6  | 夏をあきらめて         |
| 16   | 白   | 菅原洋一                      | 16 | 愛の讃歌               |
| 17   | 紅   | ロス・インディオス&シルヴィア | 3  | コモエスタ赤坂         |
| 18   | 白   | 加山雄三                      | 9  | 君といつまでも         |
| 19   | 紅   | 青江三奈                      | 16 | 伊勢佐木町ブルース     |
| 20   | 白   | フランク永井                  | 26 | 有楽町で逢いましょう   |
| 21   | 紅   | 島倉千代子                    | 26 | この世の花             |
| 22   | 白   | 千昌夫                        | 10 | 北国の春               |
| 企画 | 企画 |                               |    | デュエット・ショー     |
| 23   | 紅   | 牧村三枝子                    | 2  | くちなしの花           |
| 24   | 白   | 新沼謙治                      | 7  | 新雪                   |
| 25   | 紅   | 榊原郁恵                      | 5  | なごり雪               |
| 26   | 白   | 山本譲二                      | 2  | 旅の終りはお前         |
| 27   | 紅   | 小柳ルミ子                    | 12 | みだれ髪               |
| 28   | 白   | 西田敏行                      | 2  | あゝ上野駅             |
| 企画 | 企画 |                               |    | 紅白玉合戦             |
| 29   | 紅   | 桜田淳子                      | 9  | セーラー服と機関銃     |
| 30   | 白   | 沢田研二                      | 10 | 6番目のユ・ウ・ウ・ツ  |
| 31   | 紅   | 川中美幸                      | 2  | あなたひとすじ         |
| 32   | 白   | 内山田洋とクール・ファイブ    | 11 | 噂の女                 |
| 企画 | 企画 |                               |    | 応援合戦               |
| 33   | 紅   | 岩崎宏美                      | 8  | 聖母たちのララバイ     |
| 34   | 白   | 中村雅俊                      | 初 | 心の色                 |
| 35   | 紅   | 森昌子                        | 10 | 立待岬                 |
| 36   | 白   | 細川たかし                    | 8  | 北酒場                 |
| 37   | 紅   | 石川さゆり                    | 6  | 津軽海峡・冬景色       |
| 38   | 白   | 村田英雄                      | 21 | 夫婦春秋               |
| 39   | 紅   | 小林幸子                      | 4  | おもいで酒             |
| 40   | 白   | 北島三郎                      | 20 | なみだ船               |
| 41   | 紅   | 八代亜紀                      | 10 | 海猫                   |
| 42   | 白   | 五木ひろし                    | 12 | 契り                   |
| 43   | 紅   | 都はるみ                      | 18 | 涙の連絡船             |
| 44   | 白   | 森進一                        | 15 | 影を慕いて             |

デュエット・ショーの曲目と歌手
- 「バラが咲いた」：黒柳徹子&山川静夫
- 「一杯のコーヒーから」：研ナオコ&五木ひろし、都はるみ&桑田佳祐（サザンオールスターズ）
- 「二人の世界」：島倉千代子&近藤真彦
- 「小さな喫茶店」：八代亜紀&田原俊彦
- 「黄色いサクランボ」：松田聖子、河合奈保子、三原順子&三波春夫、村田英雄、菅原洋一
- 「船頭小唄」：小林幸子&西田敏行
- 「二人でお酒を」：森昌子、石川さゆり&加山雄三、中村雅俊

応援合戦の曲目
- 「お江戸日本橋」「ギッチョンチョン」「木遣りくずし」：紅組歌手
- 「旅笠道中」：白組歌手

前回の出場歌手の中より今回不選出となった歌手は以下。
- 紅組：石川ひとみ・五輪真弓・松村和子
- 白組：寺尾聰・野口五郎・竜鉄也